# Cumâs
Cumâsul (kymys în kirghiză, qymyz în kazahă și kımız în turcă, denumit airag de către mongoli (mongolă ᠠᠶᠢᠷᠠᠭ; mongolă chirilică: айраг), este o băutură având la bază lapte fermentat de iapă sau de cămilă, originară din Asia Centrală. Conținând o mică proporție de alcool, gustul său foarte deosebit este tare și afumat. Această băutură se poate păstra până la două săptămâni, gustul său putând deveni, cu timpul, mai tare.
Procedeele tradiționale de preparare a airagului într-un hohuur și în cutumele asociate au fost înscrise în Lista Reprezentativă a Patrimoniului Cultural Imaterial al Omenirii în decembrie 2019.

## Descriere

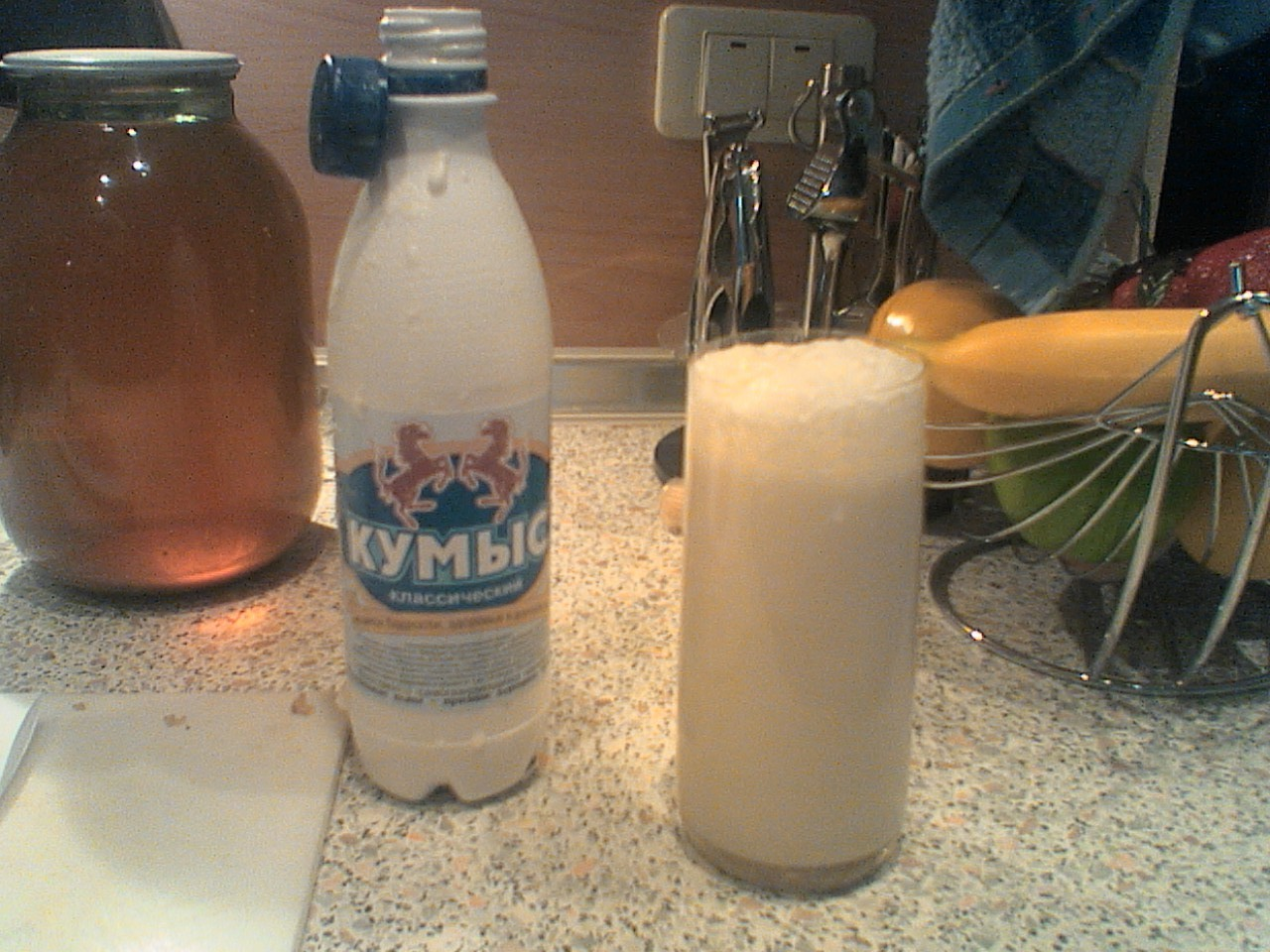
Butelie și pahar cu cumâs

Cumâsul este produs pe podișurile și câmpiile kirghize, din Kazahstan precum și din Mongolia și din Bașchiria (care dă 60% din producția rusă, din care restul provine din teritoriile aflate în vecinătatea Mongoliei și a republicilor cucaziene) pornind de la laptele iepelor crescute de către nomazi și vândut cam peste tot în țară (o producție mai puțin tradițională și mai modernă provine din laptele de vacă). Crescătorii turco-mongoli îl consumă zilnic, în mare cantitate, în timpul sezonului de producție. Această băutură a fost considerată împreună cu chefirul drept un remediu medicinal de către oamenii de știință ruși, apoi polonezi și germani.   
Așa-zisul vin de lapte (în latină: vinum lactis) a fost menționat în povestirile  de călătorie din secolul al XIII-lea, dar abia în secolul al XVIII-lea lumea occidentală s-a interesat de cumâs ca remediu medicinal. În secolul al XIX-lea, și mai ales în a doua jumătate a acelui secol, lucrările științifice despre cumâs s-au multiplicat și s-a trecut la tratament în cazul unor numeroase maladii, îndeosebi, tuberculoza (cf. articolul despre  chefir).  
Tradiția este ca, dacă cineva intră într-o iurtă, locuitorul acelei iurte le oferă un bol cu chefir invitaților săi.
Airagul era deja o băutură foarte apreciată de mongoli cel puțin încă din epoca lui Genghis Han. Exista pentru hani o versiune specială denumită în limbile turcice kara kımız („cumâz negru”, a se vedea și Karakum, „nisipul negru”, „deșertul negru”), obținut de la iepele princiare.
Laptele de iapă sau de cămilă, sărac în cazeină, dă naștere, după acidificarea prin bacterii lactice, unui cheg fin dispersat, ușor văzut în suspensie și puțin perceptibil la degustare. Produse de substituție industriale, pe bază de lapte de vacă și copiind particularitățile cumâsului tradițional, au fost puse la punct îndeosebi în fosta Uniune Sovietică.